# 小門地質館
小門地質探索館，臺灣地質類博物馆，位於澎湖縣西嶼鄉小門村，隸屬交通部觀光局澎湖國家風景區管理處。
23°39′14″N 119°31′02″E / 23.6539°N 119.51725°E

## 沿革
澎湖縣政府為響應聯合國教科文組織於1999年所提倡特殊地景保育的概念，選定馬公市桶盤嶼、湖西奎壁山赤嶼（俗稱摩西分海）、白沙吉貝嶼、西嶼小門嶼、望安天台山、七美鄉東北海岸等地設立示範公園，以期帶動當地居民參與經營管理，進而活絡區域發展。
而位於西嶼鄉西北隅的小門嶼面積雖小（全境僅0.5121平方公里），外觀乃由一座玄武岩方山型構成的獨立小海島，島嶼東、南、西、北岸的地質景觀詭譎多變、各有殊勝，諸如東有石英砂層的台地、南北則兩側為玄武岩海岸，西側兼具海蝕與風化作用形成的景觀，呈現獨特的「小門嶼層」（知名觀光景點「鯨魚洞」即為海蝕地形的代表），可謂各有千秋，不啻為澎湖各類地質的薈萃之處，於是小門嶼被澎湖縣政府挑選為優先設立地質館址的地點。

## 展場
小門地質館於2000年4月開始動工，翌年4月落成，富有培育當地居民之教育意義，亦有助訪客認識澎湖地質特色及形成原因之教育資訊，現場並有安排志工、提供解說導覽等服務。於2020年7月重新整修並於2021年1月重新開放，更名為小門地質探索館。
小門地質館展場面積僅498平方公尺，展區仍有為數六個展示主題，分別是「入口意象服務區」、「深海岩石區」、「蛋型投影區」、「恐龍及植物模型造景區」、「玄武岩介紹牆」、「出口展示區」。

## 參觀資訊
小門地質館開放時間為當地時間上午8點整至下午5點30分，星期一至星期日皆有開館，場館有提供無障礙停車位、輪椅租借以及無障礙廁所等措施。場址位於西嶼鄉，自行前往者能循縣道203，並轉往澎2線跟隨路牌指引「小門」到達。大眾運輸方面，澎湖縣公車可搭「外垵線」，並選擇行經「小門」的班次，在「小門內站」下車。台灣好行選擇搭乘「媽宮北環線」，可於「小門地質公園站」下車即可到達。

## 圖輯

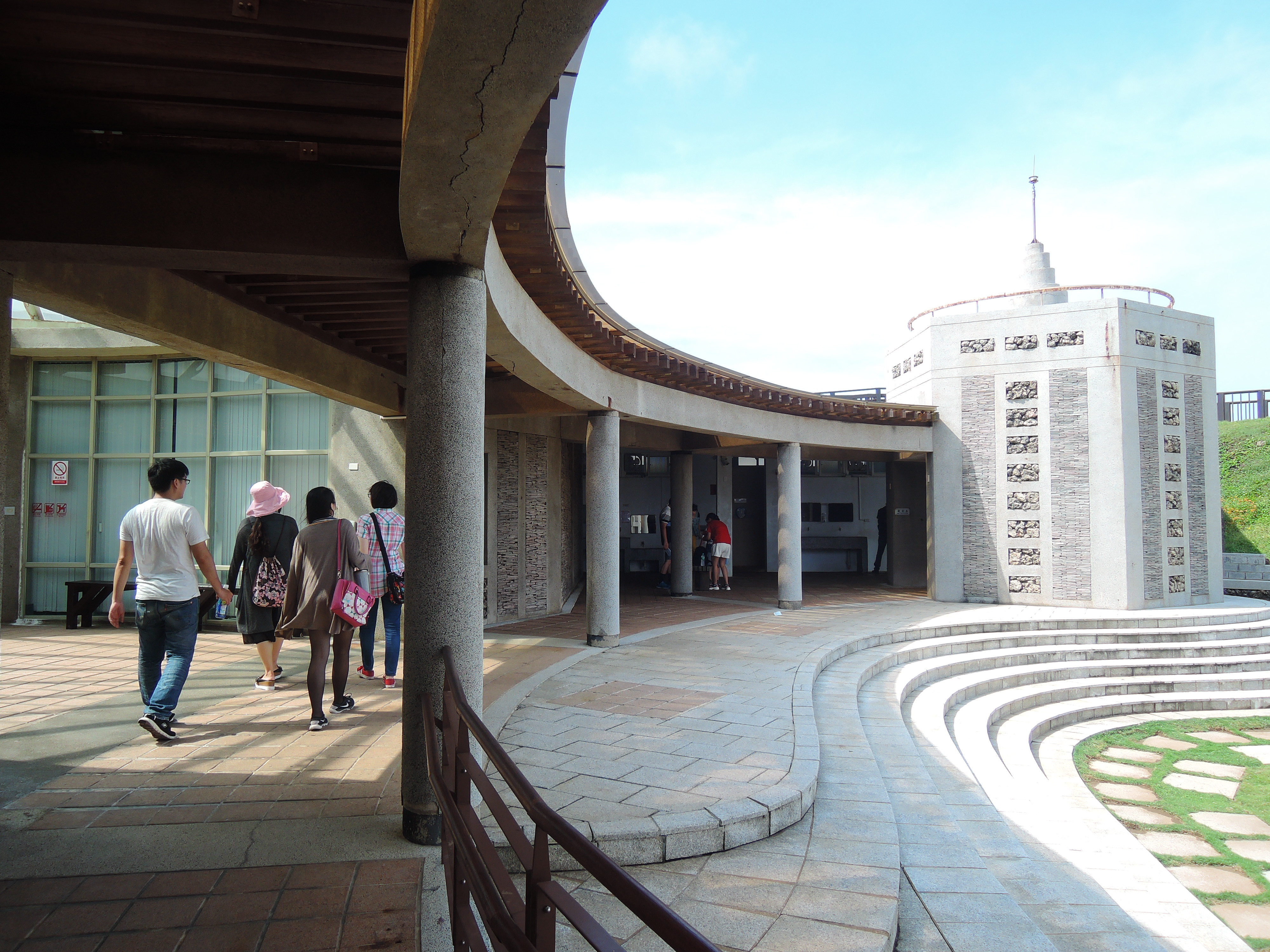
建築外觀、走道
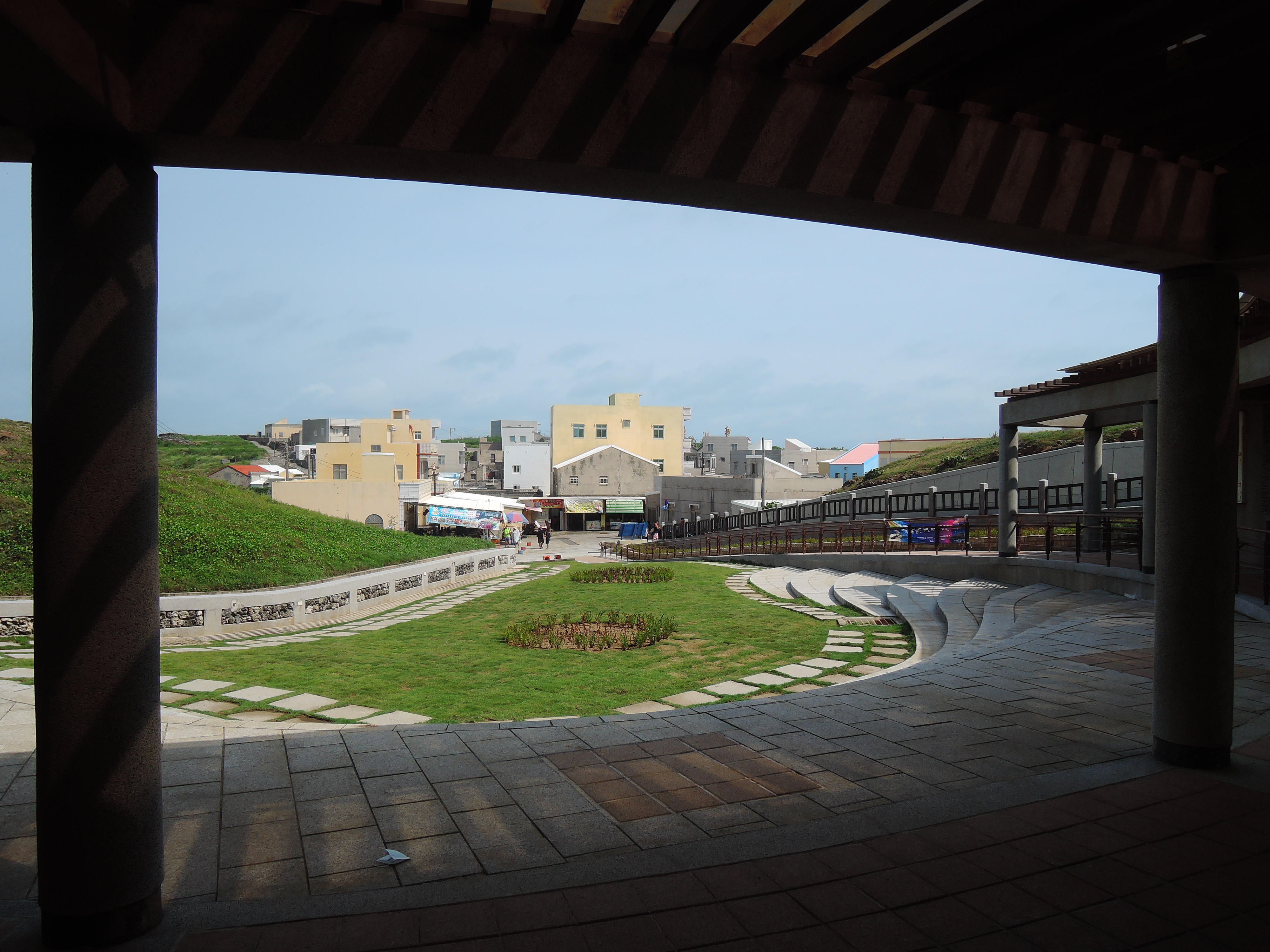
步道景緻
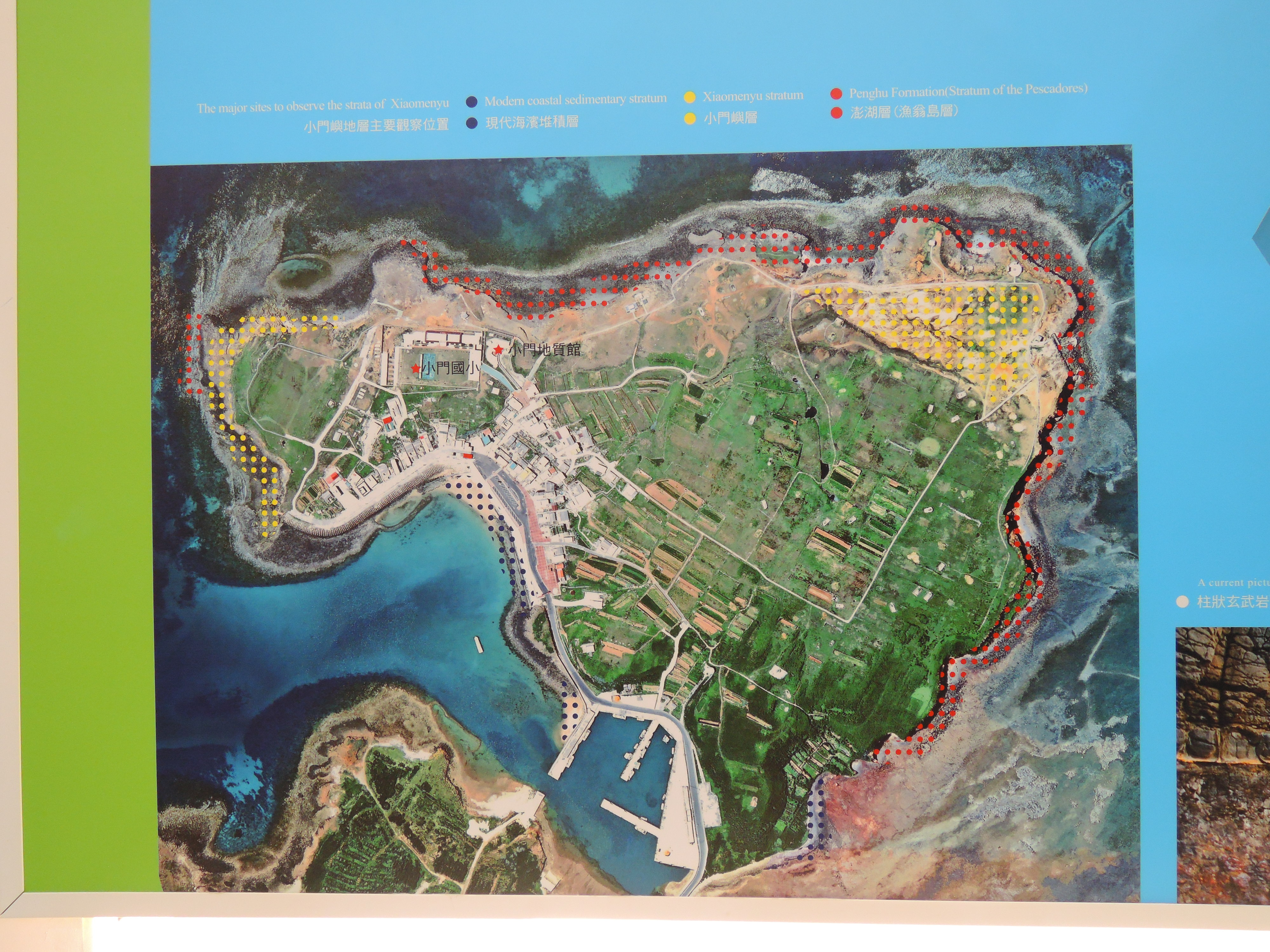
小門嶼各處地景
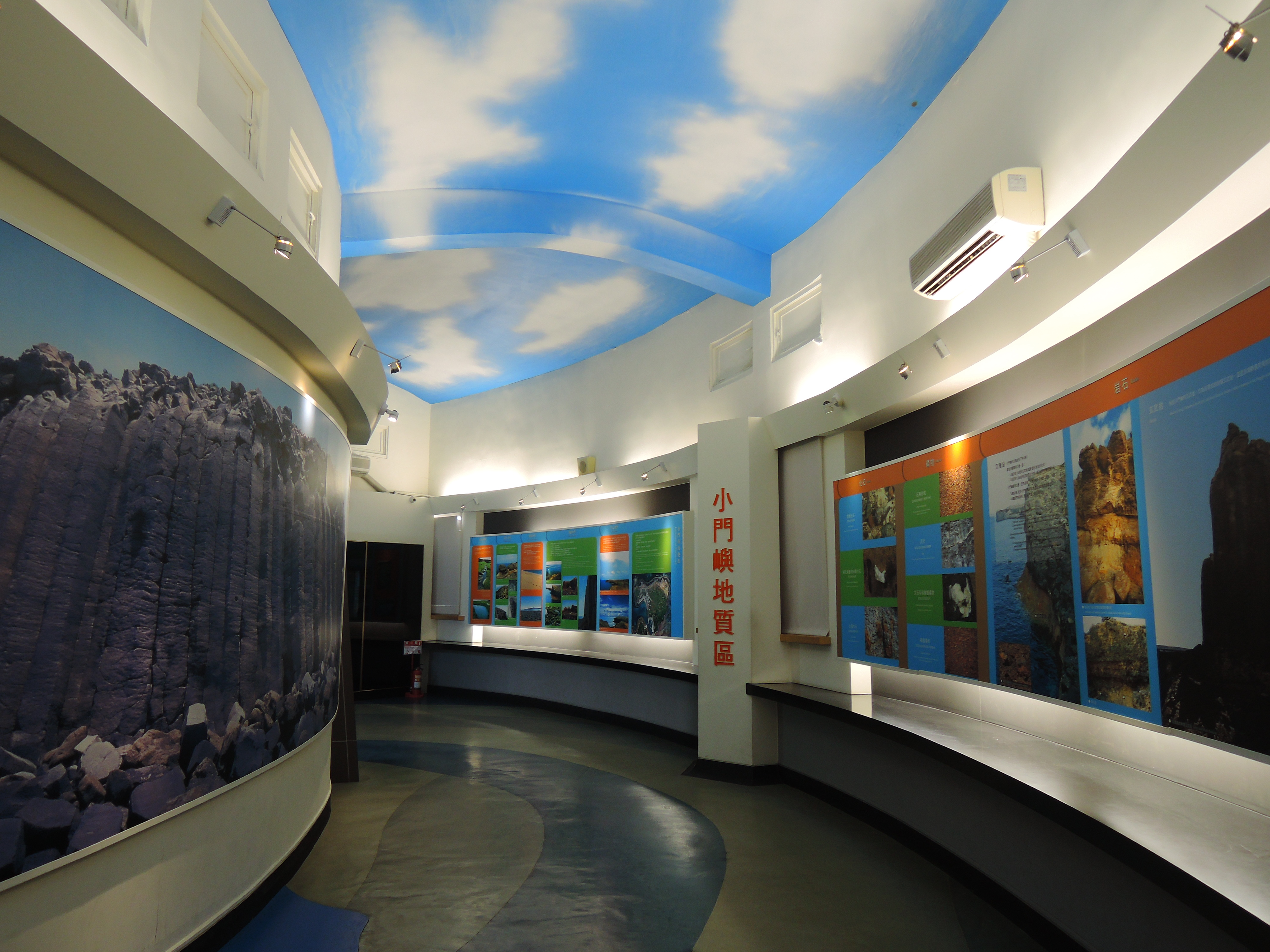
場館展示
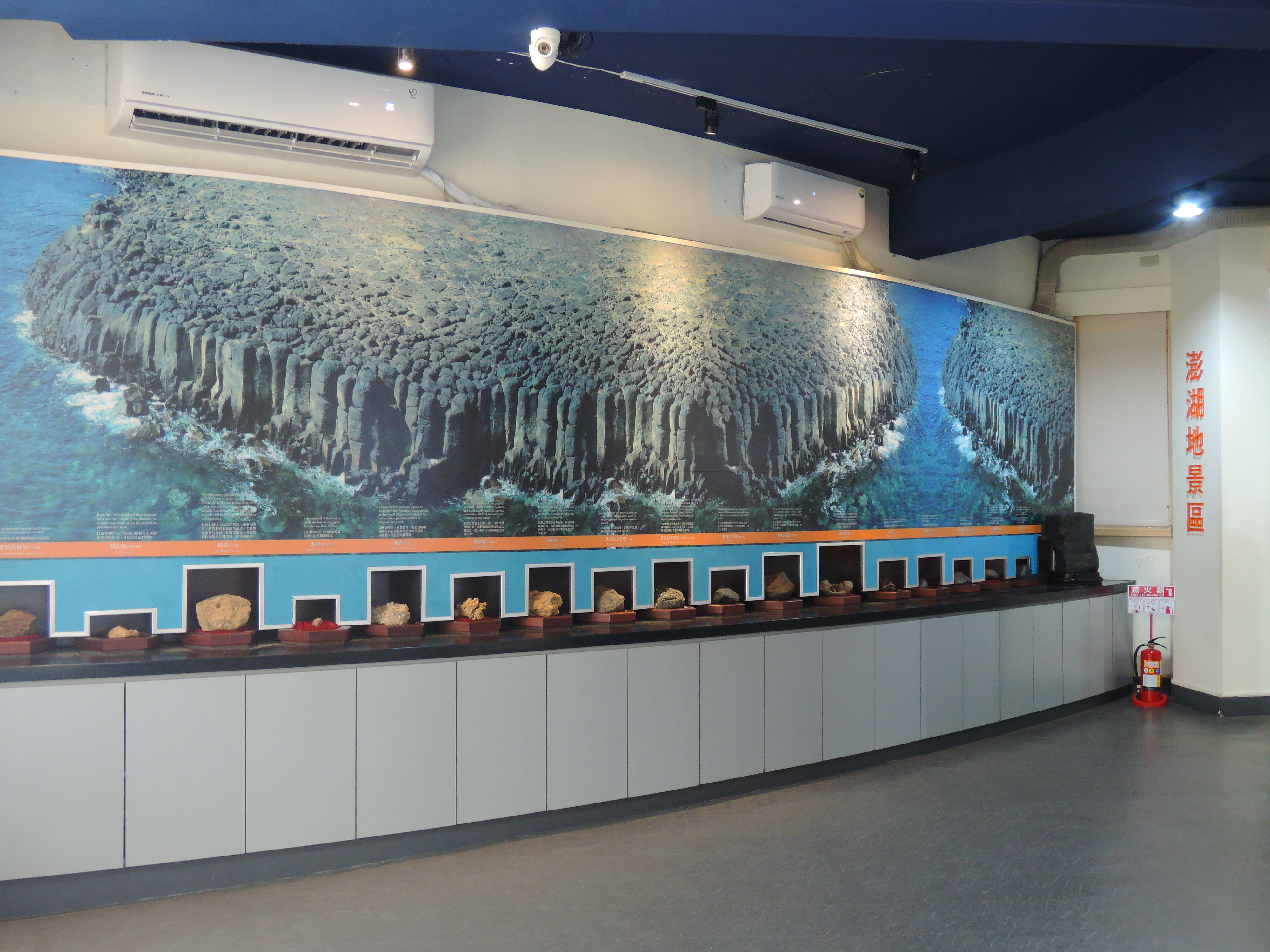
各類地質展示
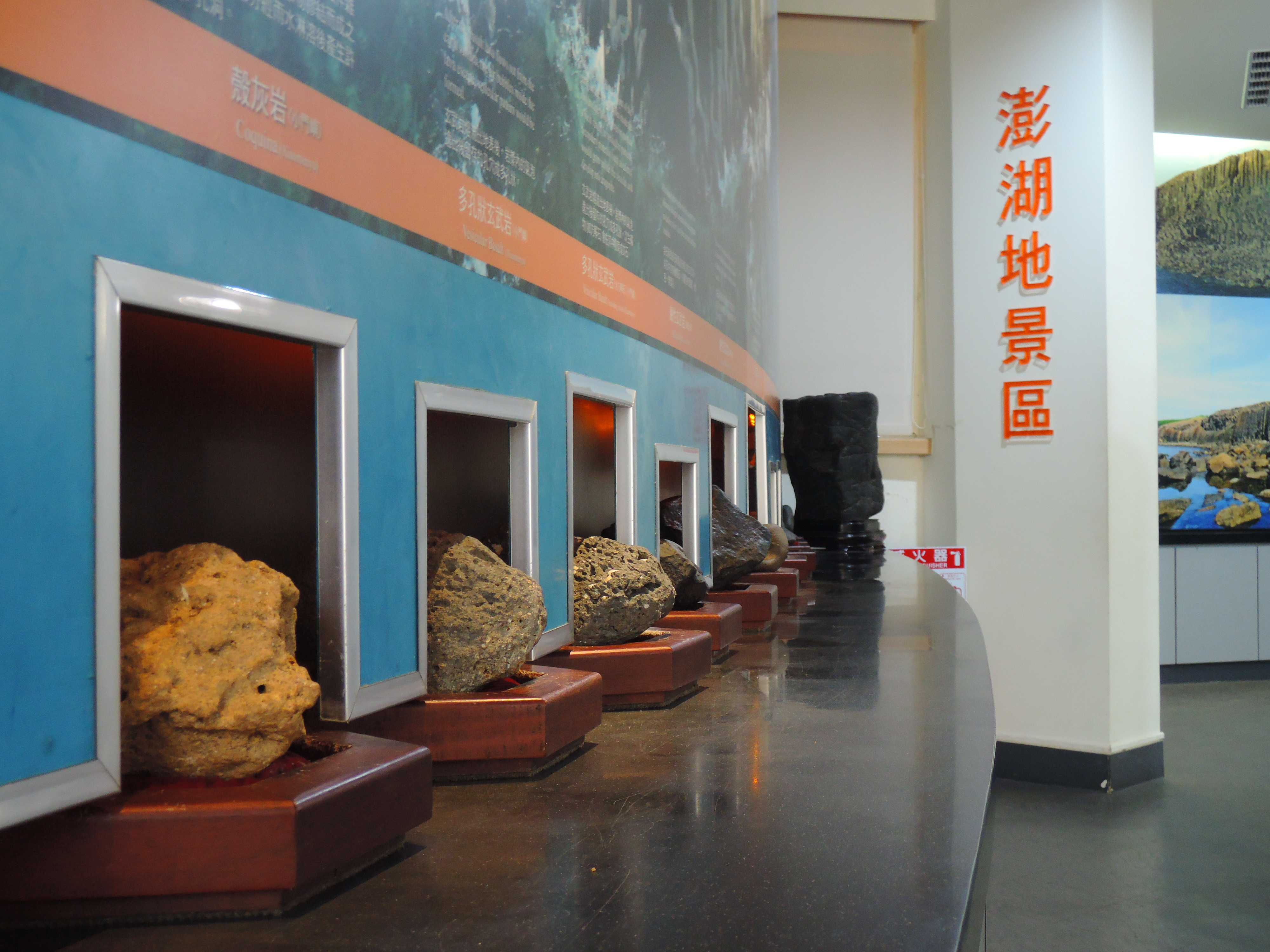
各類地質展示